# Dănuț Andrușcă
Dănuț Andrușcă (ur. 19 stycznia 1969) – rumuński polityk i przedsiębiorca, deputowany, w 2018 minister gospodarki.

## Życiorys
Absolwent szkoły średniej w Târgu Neamț. Ukończył studia ekonomiczne na Uniwersytecie Aleksandra Jana Cuzy w Jassach. W 1991 zaczął prowadzić swoje pierwsze prywatne przedsiębiorstwo, w latach 1994–2013 był dyrektorem generalnym firmy produkującej i sprzedającej gumowe artykuły techniczne. W latach 2013–2014 pełnił funkcję administratora państwowego producenta ciężkiej wody RAAN w miejscowości Drobeta-Turnu Severin. W latach 2013–2015 był też doradcą sekretarzy stanu. Od 2014 do 2016 wchodził w skład kierownictwa dwóch innych przedsiębiorstw kontrolowanych przez resort gospodarki.
W wyborach w 2016 z ramienia Partii Socjaldemokratycznej uzyskał mandat posła do Izby Deputowanych. W styczniu 2018 objął urząd ministra gospodarki w rządzie Vioriki Dăncili, który sprawował do listopada tegoż roku.